# 아테나·페보스와 프로테아스
아테나와 페보스 (Athena and Phevos, 그리스어: Αθηνά, Φοίβος, [aθiˈna] / [ˈfivos])는 그리스 아테네에서 열린 2004년 하계 올림픽의 공식 마스코트이며, 프로테아스 (Proteas, 그리스어: Πρωτέας, [proˈte.as])는 2004년 하계 패럴림픽의 공식 마스코트이다. 스피로스 고고스가 디자인했다.

## 상세

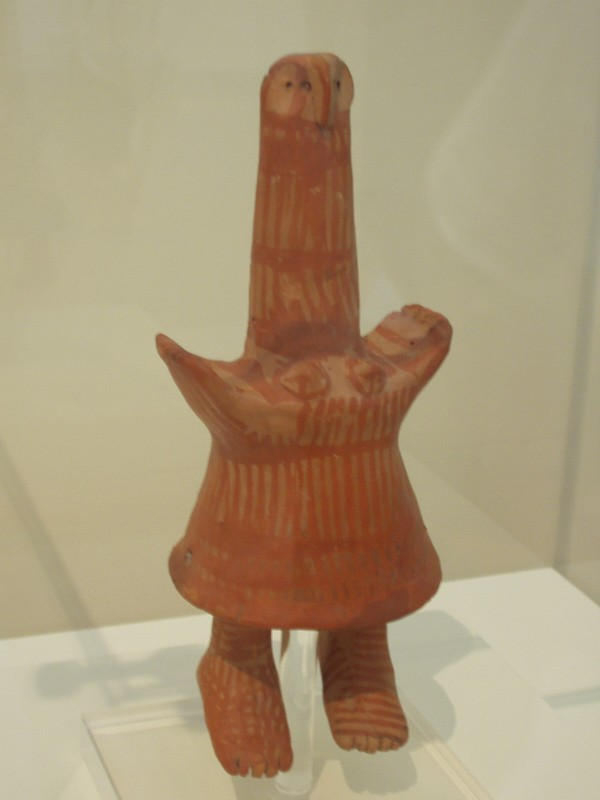
아테네 국립 고고학 박물관에 소장된 다이달라 도자기. 올림픽 마스코트의 모티브가 되었다.

올림픽 마스코트인 아테나와 페보스는 고대 그리스의 토기를 의인화한 것이다. 보다 정확히는 아테네의 국립 고고학 박물관에 소장되어 있는 기원전 7세기의 테라코타 형상 (다이달라)에서 모티브를 따왔다. 아테나와 페보스는 사람이나 동물 외의 사물을 의인화된 몇 안되는 올림픽 마스코트이기도 하다. 이름은 그리스의 신인 아테나와 아폴로에서 따왔다. 아테나는 그대로 이름이 붙여졌고, 페보스란 말은 아폴로의 별칭인 '포에부스' (Poebus)의 현대 그리스어 말에서 가져왔다.
아테네 올림픽 공식 홈페이지의 소개에 따르면, "고대 그리스의 인형에서 영감을 받아 만들어졌으며 이름도 고대 그리스와 연관이 있지만, 두 남매는 현대의 어린이이기도 합니다. 아테나와 페보스는 그리스 역사와 근대 올림픽 대회의 연관성을 상징하고 있습니다"라는 설정이다. 2004 아테네 올림픽 조직위원회는 아테나와 페보스가 "참여심과 인류애, 평등과 협력, 공정 경기, 그리고 인간 척도를 향한 그리스의 무구한 가치"를 상징한다고 밝혔다.
패럴림픽 마스코트인 프로테아스는 해마로, 올림픽 마스코트를 맡은 고고스가 함께 디자인했다. 아테네 올림픽 대회의 자연 환경과 최고를 이루기 위한 선수들의 끈기를 담아냈다.
두 마스코트는 옷핀과 의류에서부터 인형에 이르기까지 다양한 기념품으로 제작되어 인기를 끌었다.

## 논란
대회 개막 전, 그리스 문화의 보존에 힘쓰는 '헬레니카 안티콰리오룸 협회'와 '그리스교 도데카테온 위원회'라는 그리스교 단체에서 올림픽 마스코트가 그리스 고전문화를 "미개한 것처럼 모욕했다"고 주장하며 조직위 측을 고소하였다. 2004년 6월 26일 BBC 라디오에 출연한 헬레니카 협회의 판 마리니스 회장은 올림픽 마스코트를 놓고 다음과 같이 말했다.
"고대 올림픽 대회 기간에 높이 샀던 신성한 인격을 비하하여 그리스 문명의 영적 가치를 조롱하고 있다. 이러한 이유로 우리는 책임자 처벌을 요구하는 법적 조치에 나서게 되었다."
고소 사건 뿐만 아니라 조직위 측이 마스코트의 모티브가 된 다이달라를 종교의식에 사용되는 도구가 아닌 단순한 인형으로 소개하여, 고대 그리스 문화 연구자들 사이에서 비판이 일기도 했다.

## 같이 보기
- 2004년 아테네 올림픽
- 아테네 국립 고고학 박물관